# 太阿
泰阿（上古擬音：*l̥ˤa[t]-s qˤa[j]），亦作“太阿”。古宝剑名。《史记·李斯列传》：“服太阿之剑，乘纤离之马。”相传太阿剑为春秋时欧冶子、将所铸，也作“泰阿”。《战国策·韩策一》：“韩卒之剑戟，……龙渊、太阿，皆陆断马牛，水击鹄雁”。

## 记载
《越絕書》記載：「欧冶子、干将凿茨山，洩其溪，取铁英，作为铁剑三枚：一曰龙渊，二曰泰阿，三曰工布。」又載「欲知泰阿，观其釽，巍巍翼翼，如流水之波；……」